# Demonax borneensis
Demonax borneensis là một loài bọ cánh cứng trong họ Cerambycidae.